# Grunwaldy
Grunwaldy – dawna kolonia i folwark. Tereny na których leżała znajdują się obecnie na Białorusi, w obwodzie witebskim, w rejonie postawskim, w sielsowiecie Kozłowszczyzna.
Nazwa dawniej używana – Grynweldy.

## Historia
W czasach zaborów w granicach Imperium Rosyjskiego.
W dwudziestoleciu międzywojennym wieś a następnie kolonia oraz folwark leżał w Polsce, w województwie wileńskim, w powiecie duniłowickim (od 1926 postawskim), w gminie Łuck (od 1927 gmina Kozłowszczyzna).
Według Powszechnego Spisu Ludności z 1921 roku zamieszkiwało
- kolonię – 62 osoby, 57 było wyznania rzymskokatolickiego, 5 prawosławnego. Jednocześnie wszyscy mieszkańcy zadeklarowali polską przynależność narodową. Było tu 8 budynków mieszkalnych[2]. W 1931 w 9 domach zamieszkiwało 48 osób[3].
- folwark  – 20 osób, 15 było wyznania rzymskokatolickiego, 3 prawosławnego a 2 mojżeszowego. Jednocześnie wszyscy mieszkańcy zadeklarowali polską przynależność narodową. Było tu 8 budynków mieszkalnych[2]. W 1931 w 3 domach zamieszkiwało 12 osób[3].

Istniała również osada młyńska  o tej samej nazwie, spisy nie podają danych dotyczących miejscowości.
Miejscowości należały do parafii rzymskokatolickiej w Mosarzu i prawosławnej w Osinogródku. Podlegała pod Sąd Grodzki w Duniłowiczach i Okręgowy w Wilnie; właściwy urząd pocztowy mieścił się w Kozłowszczyźnie.
W 1938 roku miejscowości należały do gromady Łuck gminy Kozłowszczyzna.